# فرودگاه پاین داک
فرودگاه پاین داک (به انگلیسی: Pine Dock Airport) (به زبان بومی: Pine Dock/Jack Pine Resort Ltd Airport) یک فرودگاه همگانی است . این فرودگاه در کشور کانادا قرار دارد و در ارتفاع ۲۲۹ متری از سطح دریا واقع شده است.